# Eritruloză
Eritruloza este o tetroză cu formula chimică C4H8O4. Conține în moleculă o grupă cetonă, așadar face parte din categoria cetozelor și este o cetotetroză. Se regăsește în unele produse cosmetice pentru auto-bronzare, de obicei în combinație cu dihidroxiacetonă (DHA).